# Un certo giorno
Un certo giorno is een Italiaanse dramafilm uit 1968 onder regie van Ermanno Olmi.

## Verhaal
Bruno vervangt de directeur van een reclamebureau, die een hartaanval heeft gekregen. Hij gaat steeds meer op in zijn succes en zijn machtspositie. Op een dag komt hij in opspraak door een auto-ongeluk met dodelijke afloop. Door die gebeurtenis staat zijn toekomst en zijn blik op het leven ter discussie.

## Rolverdeling
| Acteur            | Personage       |
| ----------------- | --------------- |
| Brunetto Del Vita | Bruno           |
| Lidia Fuortes     | Verslaggeefster |
| Vitaliano Damioli | Davoli          |
| Giovanna Ceresa   | Boekhouder      |
| Raffaele Modugno  | Schilder        |
| Maria Crosignani  | Elena           |
| Renato Blandi     | Voorzitter      |